# Flora Redoumi
Flora Redoumi (Athene, 11 september 1976) is een atleet uit Griekenland.
Redoumi nam voor Griekenland tweemaal deel aan de Olympische Zomerspelen.
In 2004 op de Olympische Zomerspelen van Athene liep ze de 100 meter horden. Vier jaar later op de Olympische Zomerspelen van Beijing liep ze wederom de 100 meter horden.
- World Athletics: 14280885